# 조쉬 라이언 에반스
조쉬 라이언 에반스(Joshua Ryan Evans, 1982년 1월 10일 ~ 2002년 8월 5일)는 미국의 배우, 스턴트 배우, 텔레비전 배우이다.
헤이워드에서 태어났으며 샌디에이고에서 사망하였다. 사인은 심혈관계 질환이다.  포리스트 론 메모리얼 파크에 매장되었다.

## 영화
- 그린치 (2000년)
- 바넘 (1999년)
- 위트와 슬라이 (1999년)